# Mike Brown
Mike Brown er en amerikansk professor I planet-astronomi fra Caltech i Californien. I 2003 opdagede Mike Brown og to af hans kollegaer et transneptunsk objekt, der blev navngivet Sedna, som er det objekt, vi kender (til dato 14. november 2003), der er længst væk fra Solen i vort Solsystemet. Mike Brown er en af de forskere, som tror på, at der findes en 9. planet i Solsystemet, som endnu ikke er opdaget. Dette skyldes, at han efter opdagelsen af Sedna undersøgte andre transneptunske objekter, som andre forskere opdagede efter opdagelsen af Sedna. Disse transneptunske baners rotation om jorden havde en sammenhæng med hinanden, hvilket underbygger teorien om den 9. planet.